# Iridaceae
Iridacées
Famille
Classification APG III (2009)
Sous-familles de rang inférieur
- Sous-famille Aristeoideae
- Sous-famille Crocoideae
- Sous-famille Geosiridoideae
- Sous-famille Iridoideae
  - Tribu Irideae
  - Tribu Sisyrinchieae
  - Tribu Tigridieae
  - Tribu Trimezieae
- Sous-famille Isophysidoideae
- Sous-famille Nivenioideae
- Sous-famille Patersonioideae[1]

La famille des Iridaceae (Iridacées) est constituée de plantes monocotylédones. La circonscription est discutée : elle comprend environ 1 800 espèces réparties en 67-92 genres répartis en quelques sous-familles.
Ce sont des plantes herbacées (même s'il existe quelques rares arbustes), rhizomateuses, bulbeuses ou à racines épaissies des  régions tempérées à tropicales. C'est une famille cosmopolite mais qui manque dans les régions froides et le nord de l'Eurasie.
Dans cette famille, on peut citer l'iris (genre Iris), le glaïeul (genre Gladiolus), le crocus (genre Crocus) producteur de safran. On peut incorporer les Géosiridacées à cette famille, petites plantes herbacées saprophytes (comme Geosiris aphylla) endémiques de Madagascar.

## Étymologie
Le nom vient du genre Iris, du nom grec ἶρις / īris, « iris ou arc-en-ciel » (d'où la déesse Iris, la messagère des dieux, déesse de l'arc-en-ciel), en référence à la multitude de couleurs des nombreuses espèces de ce genre,.

## Classification
La circonscription de cette famille est encore discutée. Cependant la classification classique de Cronquist (1981) et la classification phylogénétique placent cette famille dans l'ordre des Asparagales.

## Liste des genres
Selon World Checklist of Selected Plant Families (WCSP) (16 avr. 2010) :
- Ainea Ravenna (1979)
- Alophia Herb. (1840)
- Aristea Aiton (1789)
- Babiana Ker Gawl. (1801)
- Bobartia L. (1753)
- Calydorea Herb. (1843)
- Cardenanthus R.C.Foster (1945)
- Chasmanthe N.E.Br. (1932)
- Cipura Aubl. (1775)
- Cobana Ravenna (1974)
- Crocosmia Planch. (1851)
- Crocus L. (1753)
- Cyanixia Goldblatt & J.C.Manning (2003 publ. 2004)
- Cypella Herb. (1826)
- Devia Goldblatt & J.C.Manning (1990)
- Dierama K.Koch (1855)
- Dietes Salisb. ex Klatt (1866)
- Diplarrena Labill. (1800)
- Duthiastrum de Vos (1975)
- Eleutherine Herb. (1843)
- Ennealophus N.E.Br. (1909)
- Ferraria Burm. ex Mill. (1759)
- Freesia Eckl. ex Klatt (1866)
- Geissorhiza Ker Gawl. (1803)
- Gelasine Herb. (1840)
- Geosiris Baill. (1894)
- Gladiolus Tourn. ex L. (1753)
- Herbertia Sweet (1827)
- Hesperantha Ker Gawl. (1804)
- Hesperoxiphion Baker (1877)
- Iris Tourn. ex L. (1753)
- Isophysis T.Moore (1853)
- Ixia L. (1762)
- Kelissa Ravenna  (1981)
- Klattia Baker (1877)
- Lapeirousia Pourr. (1788)
- Larentia Klatt (1882)
- Lethia Ravenna (1986)
- Libertia Spreng. (1824)
- Mastigostyla I.M.Johnst. (1928)
- Melasphaerula Ker Gawl. (1803)
- Micranthus (Pers.) Eckl. (1827)
- Moraea Mill. (1758)
- Nemastylis Nutt. (1835)
- Neomarica Sprague (1928)
- Nivenia Vent. (1808)
- Olsynium Raf. (1836)
- Onira Ravenna (1983)
- Orthrosanthus Sweet (1827)
- Patersonia R.Br. (1807)
- Phalocallis Herb. (1839)
- Pillansia L.Bolus (1914)
- Pseudotrimezia R.C.Foster (1945)
- Radinosiphon N.E.Br. (1932)
- Romulea Maratti (1772)
- Salpingostylis Small, (1931)
- Sessilanthera Molseed & Cruden (1969)
- Sisyrinchium L. (1753)
- Solenomelus Miers (1841)
- Sparaxis Ker Gawl. (1804)
- Syringodea Hook.f. (1873)
- Thereianthus G.J.Lewis (1941)
- Tigridia Juss. (1789)
- Trimezia Salisb. ex Herb. (1844)
- Tritonia Ker Gawl. (1802)
- Tritoniopsis L.Bolus (1929)
- Watsonia Mill. (1758)
- Xenoscapa (Goldblatt) Goldblatt & J.C.Manning (1995)
- Zygotritonia Mildbr. (1923)

Selon Angiosperm Phylogeny Website (20 mai 2010) :
- Ainea Ravenna
- Alophia Herb.
- Anapalina N.E.Br.
- Anomatheca Ker Gawl.
- Antholyza L.
- Aristea Sol. ex Aiton
- Babiana Ker Gawl. ex Sims
- Barnardiella Goldblatt
- Belamcanda Adans.
- Bobartia L.
- Calydorea Herb.
- Cardenanthus R.C.Foster
- Chasmanthe N.E.Br.
- Cipura Aubl.
- Cobana Ravenna
- Crocosmia Planch.
- Crocus L.
- Cypella Herb.
- Devia Goldblatt & J.C.Manning
- Dierama K.Koch
- Dietes Salisb. ex Klatt
- Diplarrena  Labill.
- Duthiastrum M.P.de Vos
- Eleutherine Herb.
- Ennealophus N.E.Br.
- Eurynotia R.C.Foster
- Ferraria Burm. ex Mill.
- Fosteria Molseed
- Freesia Eckl. ex Klatt
- Galaxia Thunb.
- Geissorhiza Ker Gawl.
- Gelasine Herb.
- Geosiris Baill.
- Gladiolus L.
- Gynandriris Parl.
- Herbertia Sweet
- Hermodactylus Mill.
- Hesperantha Ker Gawl.
- Hesperoxiphion Baker
- Hexaglottis Vent.
- Homeria Vent.
- Iris L.
- Isophysis T.Moore
- Ixia L.
- Kelissa Ravenna
- Klattia Baker
- Lapeirousia Pourr.
- Larentia Klatt
- Lethia Ravenna
- Libertia Spreng.
- Mastigostyla I.M.Johnst.
- Melasphaerula Ker Gawl.
- Micranthus (Pers.) Eckl.
- Moraea Mill.
- Nemastylis Nutt.
- Neomarica Sprague
- Nivenia Vent.
- Olsynium Raf.
- Onira Ravenna
- Orthrosanthus Sweet
- Pardanthopsis (Hance) Lenz
- Patersonia R.Br.
- Phalocallis Herb.
- Pillansia L.Bolus
- Pseudotrimezia R.C.Foster
- Radinosiphon N.E.Br.
- Rheome Goldblatt
- Rigidella Lindl.
- Roggeveldia Goldblatt
- Romulea Maratti
- Savannosiphon Goldblatt & Marais
- Schizostylis Backh. & Harv.
- Sessilanthera Molseed & Cruden
- Sessilistigma Goldblatt
- Sisyrinchium L.
- Solenomelus Miers
- Sparaxis Ker Gawl.
- Sphenostigma Baker
- Syringodea Hook.f.
- Tapeinia Comm. ex Juss.
- Thereianthus G.J.Lewis
- Tigridia Juss.
- Trimezia Salisb. ex Herb.
- Tritonia Ker Gawl.
- Tritoniopsis L.Bolus
- Watsonia Mill.
- Witsenia Thunb.
- Zygotritonia Mildbr.

Selon NCBI (16 avr. 2010) :
- Ainea
- Alophia
- Anomatheca
- Aristea
- Babiana
- Belamcanda
- Bobartia
- Calydorea
- Cardiostigma
- Chasmanthe
- Cipura
- Cobana
- Crocosmia
- Crocus
- Cyanixia
- Cypella
- Devia
- Dierama
- Dietes
- Diplarrhena
- Duthiastrum
- Eleutherine
- Ennealophus
- Ferraria
- Fosteria
- Freesia
- Galaxia
- Geissorhiza
- Gelasine
- Geosiris
- Gladiolus
- Herbertia
- Hesperantha
- Hesperoxiphion
- Iris
- Isophysis
- Ixia
- Klattia
- Lapeirousia
- Libertia
- Melasphaerula
- Micranthus
- Moraea
- Nemastylis
- Neomarica
- Nivenia
- Olsynium
- Onira
- Orthrosanthus
- Pardancanda
- Pardanthopsis
- Patersonia
- Pillansia
- Radinosiphon
- Rigidella
- Romulea
- Savannosiphon
- Schizostylis
- Sessilanthera
- Sisyrinchium
- Solenomelus
- Sparaxis
- Syringodea
- Thereianthus
- Tigridia
- Trimezia
- Tritonia
- Tritoniopsis
- Watsonia
- Witsenia
- Xenoscapa

Selon DELTA Angio (16 avr. 2010) :
- Ainea
- Alophia
- Anomatheca
- Aristea
- Babiana
- Barnardiella
- Belamcanda
- Bobartia
- Calydorea
- Cardenanthus
- Chasmanthe
- Cipura
- Cobana
- Crocosmia
- Crocus
- Cypella
- Devia
- Dierama
- Dietes
- Diplarrena
- Duthiastrum
- Eleutherine
- Ennealophus
- Ferraria
- Fosteria
- Freesia
- Galaxia
- Geissorhiza
- Gelasine
- Geosiris
- Gladiolus
- Gynandriris
- Herbertia
- Hermodactylus
- Hesperantha
- Hesperoxiphion
- Hexaglottis
- Homeria
- Homoglossum
- Iris
- Isophysis
- Ixia
- Kelissa
- Klattia
- Lapeirousia
- Lethia
- Libertia
- Mastigostyla
- Melasphaerula
- Micranthus
- Moraea
- Nemastylis
- Neomarica
- Nivenia
- Olsynium
- Onira
- Orthrosanthus
- Pardanthopsis
- Patersonia
- Pillansia
- Pseudotrimezia
- Radinosiphon
- Rheome
- Roggeveldia
- Romulea
- Savannosiphon
- Schizostylis
- Sessilanthera
- Sisyrinchium
- Solenomelus
- Sparaxis
- Sympa
- Syringodea
- Tapeina
- Thereianthus
- Tigridia
- Trimezia
- Tritonia
- Tritoniopsis
- Tucma
- Watsonia
- Wisenia
- Zygotritonia

Selon ITIS (16 avr. 2010) :
- Alophia Herbert
- Anomatheca Ker-Gawl.
- Aristea Ait.
- Belamcanda Adans.
- Calydorea Herbert
- Chasmanthe N.E. Br.
- Crocosmia Planch.
- Crocus L.
- Eleutherine Herbert
- Eustylis
- Freesia Ecklon ex Klatt
- Gladiolus L.
- Herbertia Sweet
- Hypoxis L.
- Iris L.
- Ixia L.
- Libertia Spreng.
- Nemastylis Nutt.
- Nemastylus
- Neomarica Sprague
- Olsynium Raf.
- Romulea Maratti
- Salpingostylis Small
- Sisyrinchium L.
- Sparaxis Ker-Gawl.
- Sphenostigma
- Trimezia Salisb. ex Herbert
- Watsonia P. Mill.

## Galerie

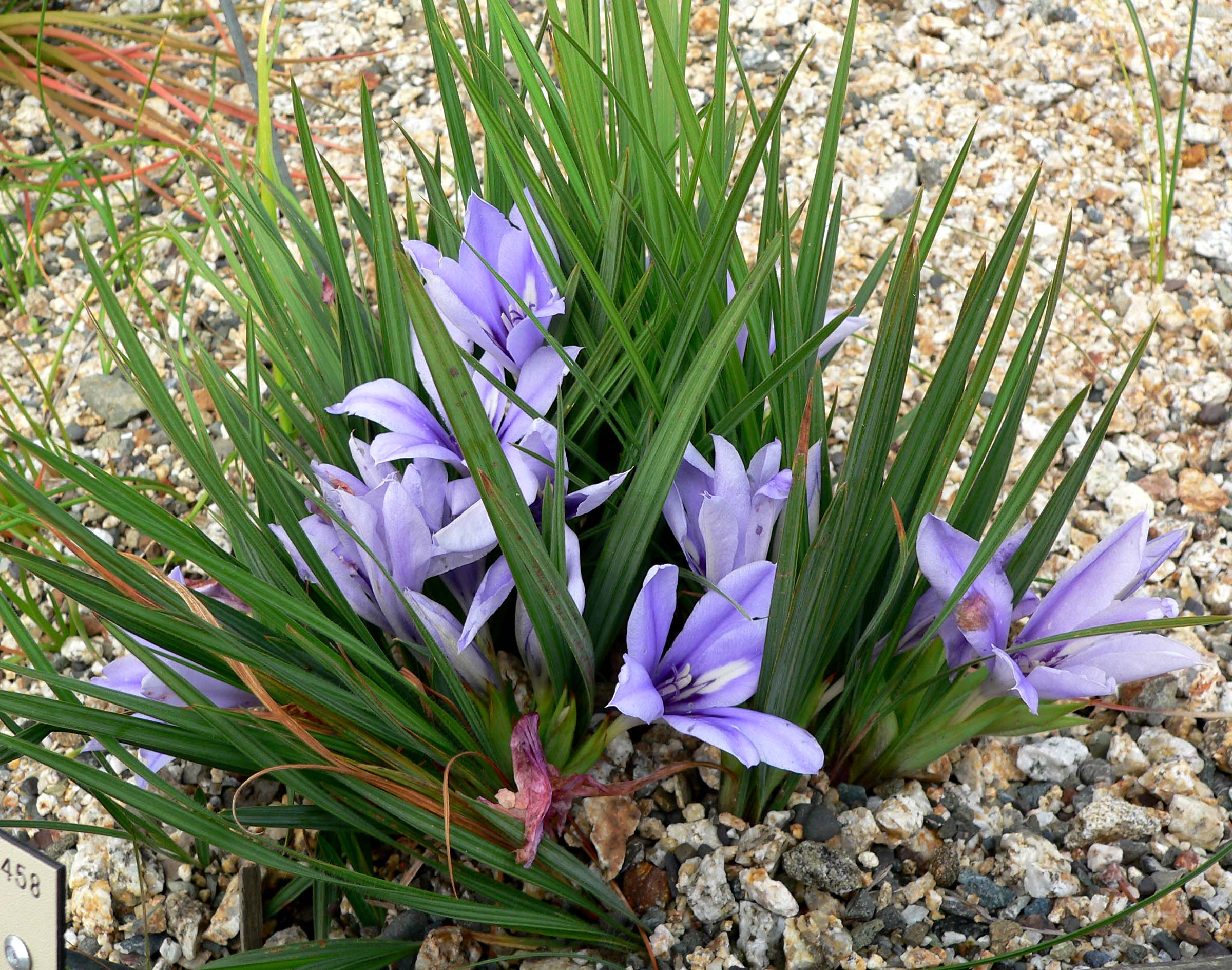
Babiana sambucina
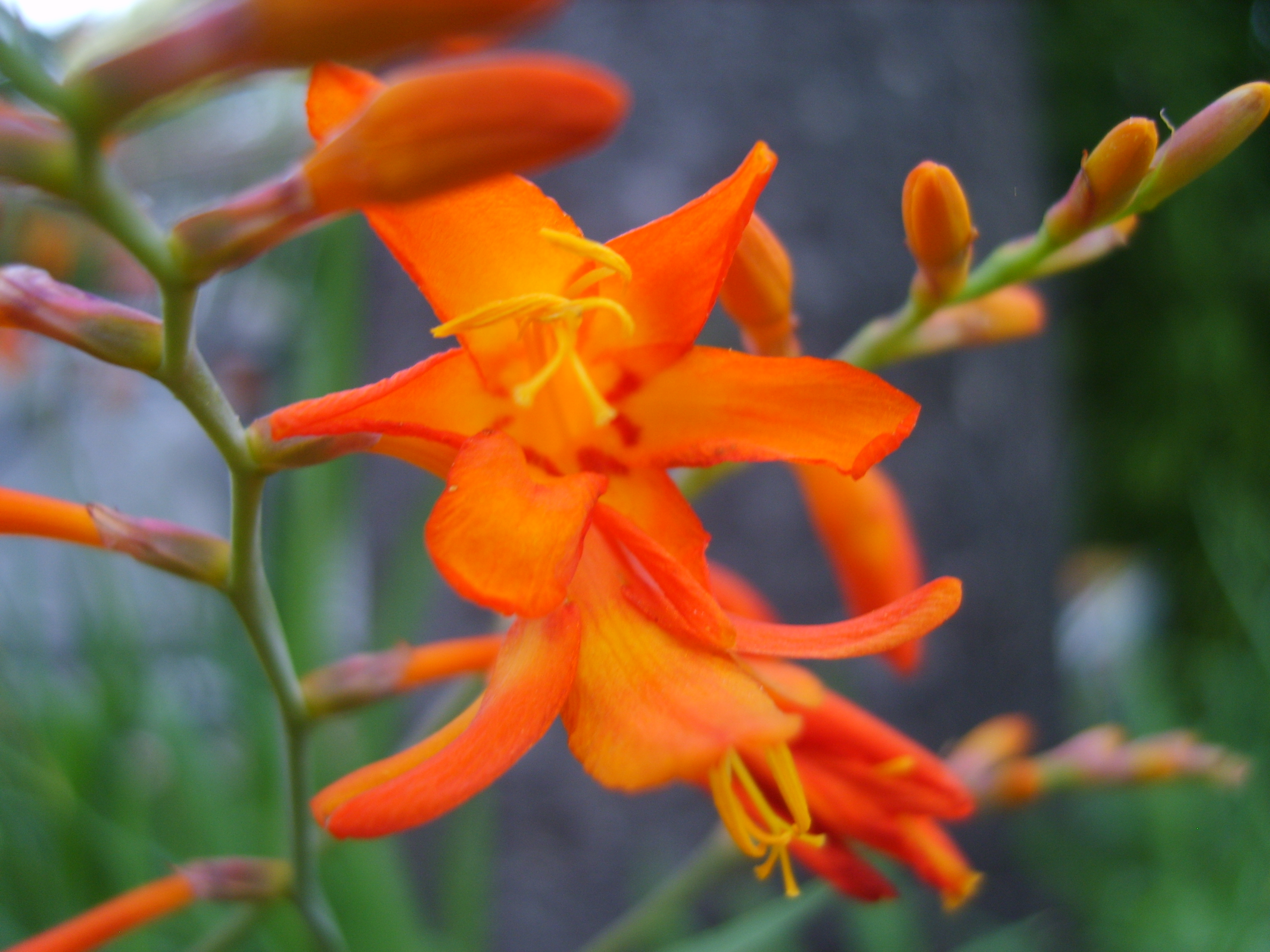
Crocosmia sp.
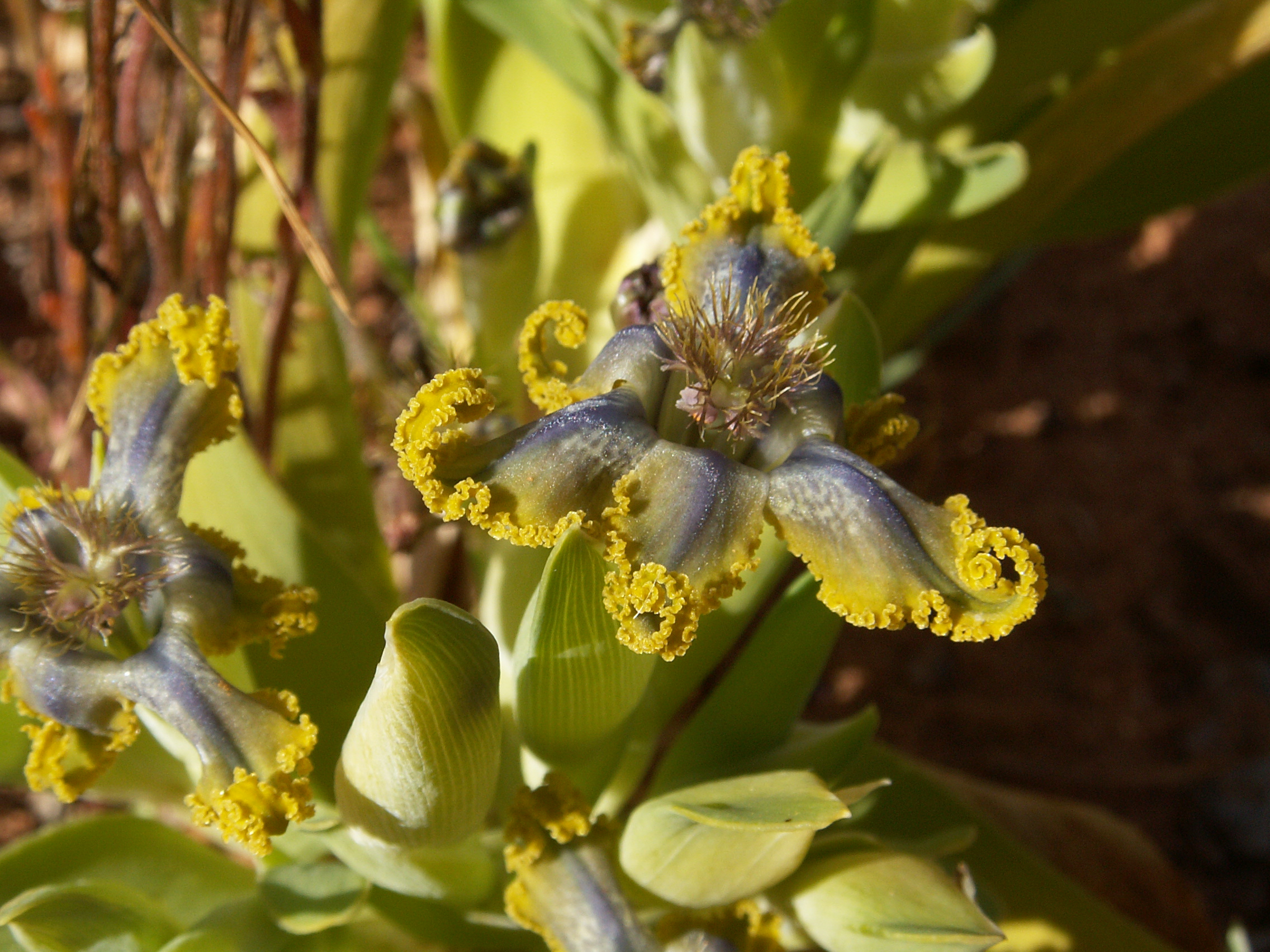
Ferraria uncinata
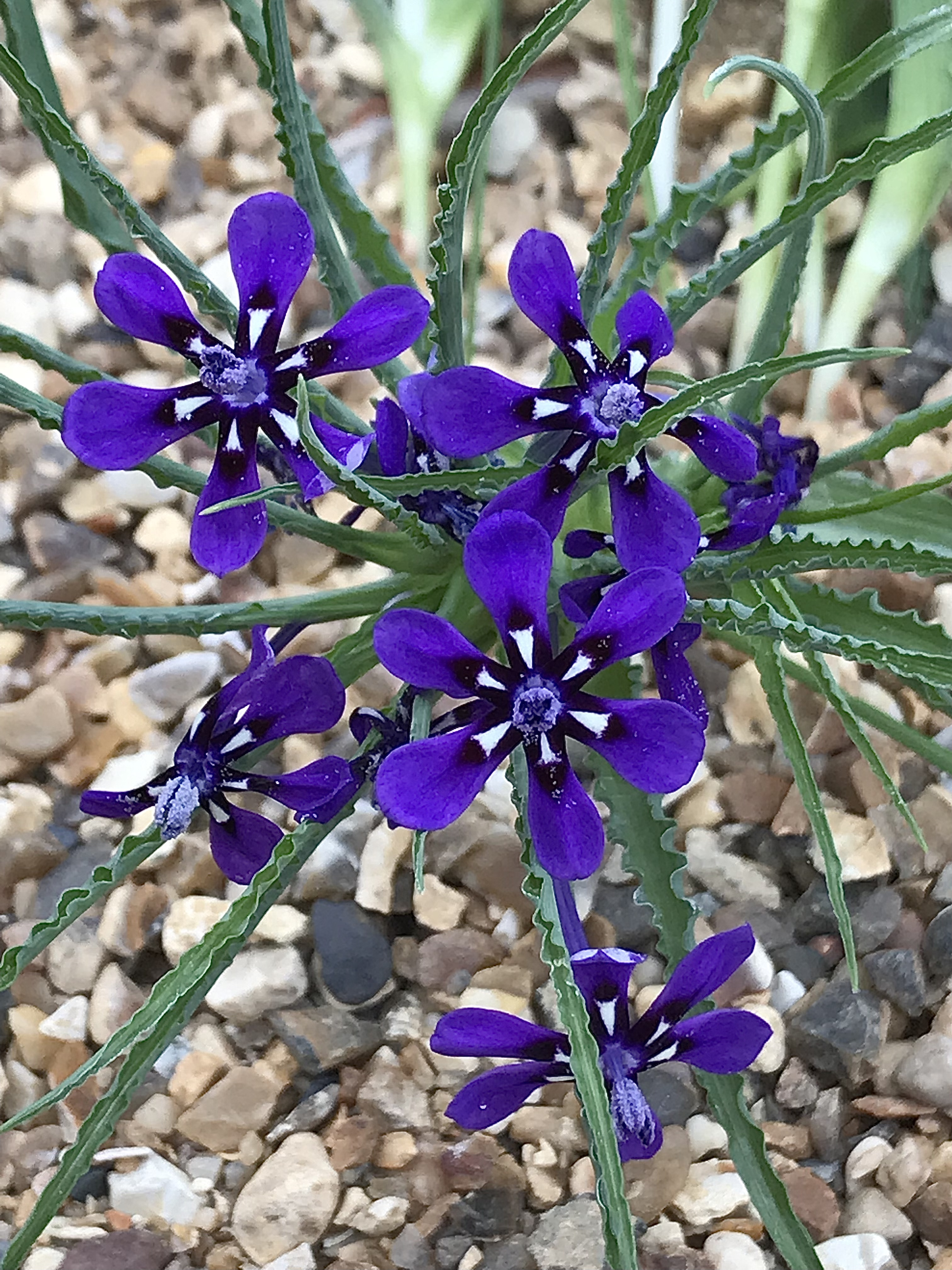
Lapeirousia oreogena